# X86-S
X86-Sは、リアルモード、16ビットおよび32ビットのプロテクトモードなどを廃止し、64ビットのLongモードのみをサポートするアーキテクチャとして、Intel社が2023年5月に提案したものだ。この新しい提案では、16ビットおよび32ビットのオペレーティングシステム（OS）のサポートが終了するが、32ビットのアプリケーションは引き続き64ビットOS上で実行できるようにする計画になっていた。
現在のx86-64対応のCPUでは、電源オン直後にリアルモードで起動し、プロテクトモードに切り替え、その後Longモードに移行する。この一連の過程はx86アーキテクチャの進化に沿ったものだが、X86-Sでは、このプロセスが簡略化され、CPUが直接Longモードで起動するようになる予定だった。
2024年12月、IntelはX86-Sの開発放棄を発表した。

## サポート終了対象の機能
X86-Sでは、以下の機能が削除される：
- 16ビットのリアルモードおよびプロテクトモード
- 32ビットのプロテクトモード
- 仮想86モード
- リング1、リング2

## 動作モード
X86-Sでは、以下の動作モードが提供される：
| 動作モード                   | 動作モード        | 必要なOS             | アプリケーション         |
| ---------------------------- | ----------------- | -------------------- | ------------------------ |
| Longモード (IA32-eモード）   | 64ビット モード   | 64ビットOS           | 64ビット                 |
| Longモード (IA32-eモード）   | 互換モード        | 64ビットOS           | 32ビット                 |
| Longモード (IA32-eモード）   | 互換モード        | 64ビットOS           | 16ビット（サポート終了） |
| Legacyモード（サポート終了） | プロテクト モード | 従来の 16/32ビットOS | 32ビット（サポート終了） |
| Legacyモード（サポート終了） | プロテクト モード | 従来の 16/32ビットOS | 16ビット（サポート終了） |
| Legacyモード（サポート終了） | 仮想86 モード     | 従来の 16/32ビットOS | 16ビット（サポート終了） |
| Legacyモード（サポート終了） | リアル モード     | 従来の 16ビットOS    | 16ビット（サポート終了） |

## サポート終了対象の命令
X86-Sでは、以下の命令が削除される：
- INS, OUTS（ストリングI/O）
- LMSW（リアルモードからプロテクトモードに切り替えるための命令）
- アドレスサイズプレフィックスを使用した16ビットアドレッシング

## サポート終了対象ではない機能
X86-Sでは以下の命令や機能は引き続きサポートされる：
- x87命令
- MMX命令